# João Carlos Pardal
Brigadeiro João Carlos Pardal (Lisboa, 1792 — Rio de Janeiro, 15 de março de 1857) foi um militar e político luso-brasileiro.
Chegou ao Brasil em 1808, aderindo à causa da Independência do Brasil. Retornou a Portugal acompanhando D. Pedro I, mas após dois anos estava de volta ao Brasil.
Foi nomeado presidente da Província de Santa Catarina, por carta imperial de 30 de setembro de 1837, exercendo o cargo de 14 de outubro de 1837 a 18 de agosto de 1839.
Sua filha Mariana Leopoldina de Carvalho Pardal casou com João Nepomuceno de Medeiros Mallet.